# The Grouch (film 1912)
The Grouch è un cortometraggio muto del 1912. Non si conosce il nome del regista del film che venne prodotto dalla Edison.

## Produzione
Il film fu prodotto dalla Edison Company.

## Distribuzione
Distribuito dalla General Film Company, il film - un cortometraggio in una bobina - uscì nelle sale cinematografiche statunitensi il 24 luglio 1912.